# Pedro Juan Gutiérrez
Pedro Juan Gutiérrez (ur. 27 stycznia 1950 w Matanzas na Kubie) – jeden z najbardziej znanych współczesnych kubańskich pisarzy. 
Jako jedenastoletni chłopiec sprzedawał lody i gazety. Przez pięć lat służył w jednostce saperów. Był instruktorem pływania i kajakarstwa. W latach 1966–1970 pracował jako robotnik rolny na plantacjach trzciny cukrowej, potem jako technik budowlany i kreślarz. W 1978 r. ukończył studia dziennikarskie na Uniwersytecie Hawańskim. Dziennikarz prasowy, telewizyjny i radiowy, malarz, rzeźbiarz i poeta wizualny, autor wielu tomików poezji, napisał m.in.: Trilogía sucia de la Habana (Brudna trylogia o Hawanie, 1998), El Rey de la Habana, Animal tropical (Tropikalne zwierzę), El insaciable hombre araña (2002), Carne de perro (2003). Wszystkie te powieści, składające się na serię Ciclo de Centro Habana, opublikowało barcelońskie wydawnictwo Anagrama. Do dzisiaj jego powieści i opowiadania nie zostały wydane na Kubie. 
Po opublikowaniu Brudnej trylogii o Hawanie Pedro Juan Gutiérrez stał się jednym z najbardziej buntowniczych i bezczelnych głosów współczesnej literatury kubańskiej. Ostrym i często wulgarnym językiem mówi o straszliwej pauperyzacji kubańskiego społeczeństwa, o złu i odczłowieczeniu, które są udziałem postaci zanurzonych w plugawym świecie rozpaczy i chaosu. Jest uważany za mistrza brudnego realizmu a jego twórczość często porównywana jest do dzieł Bukowskiego. Brudna trylogia o Hawanie zapewniła też Gutiérrezowi rozgłos i poczesne miejsce wśród twórców nowej powieści latynoamerykańskiej.
W 2000 roku powieść Tropikalne zwierzę zdobyła Premio Alfonso García-Ramos, nagrodę przyznawaną przez radę miejską Teneryfy i wydawnictwo Anagrama.
Obecnie Gutiérrez mieszka w Hawanie.

## Wydania polskie
- Brudna trylogia o Hawanie, tł. Piotr Fornelski, wyd. Zysk i S-ka, Poznań 2004.
- Tropikalne zwierzę, tł. Piotr Fornelski, wyd. Zysk i S-ka, Poznań 2005.